# Marchegg
Marchegg is een gemeente in de Oostenrijkse deelstaat Neder-Oostenrijk, gelegen in het district Gänserndorf (GF). De gemeente heeft ongeveer 2900 inwoners.
Marchegg was vroeger een ommuurde stad.

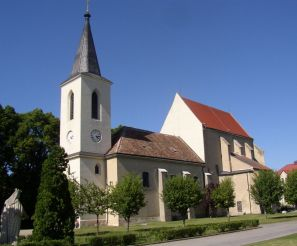
Parochiekerk van Marchegg
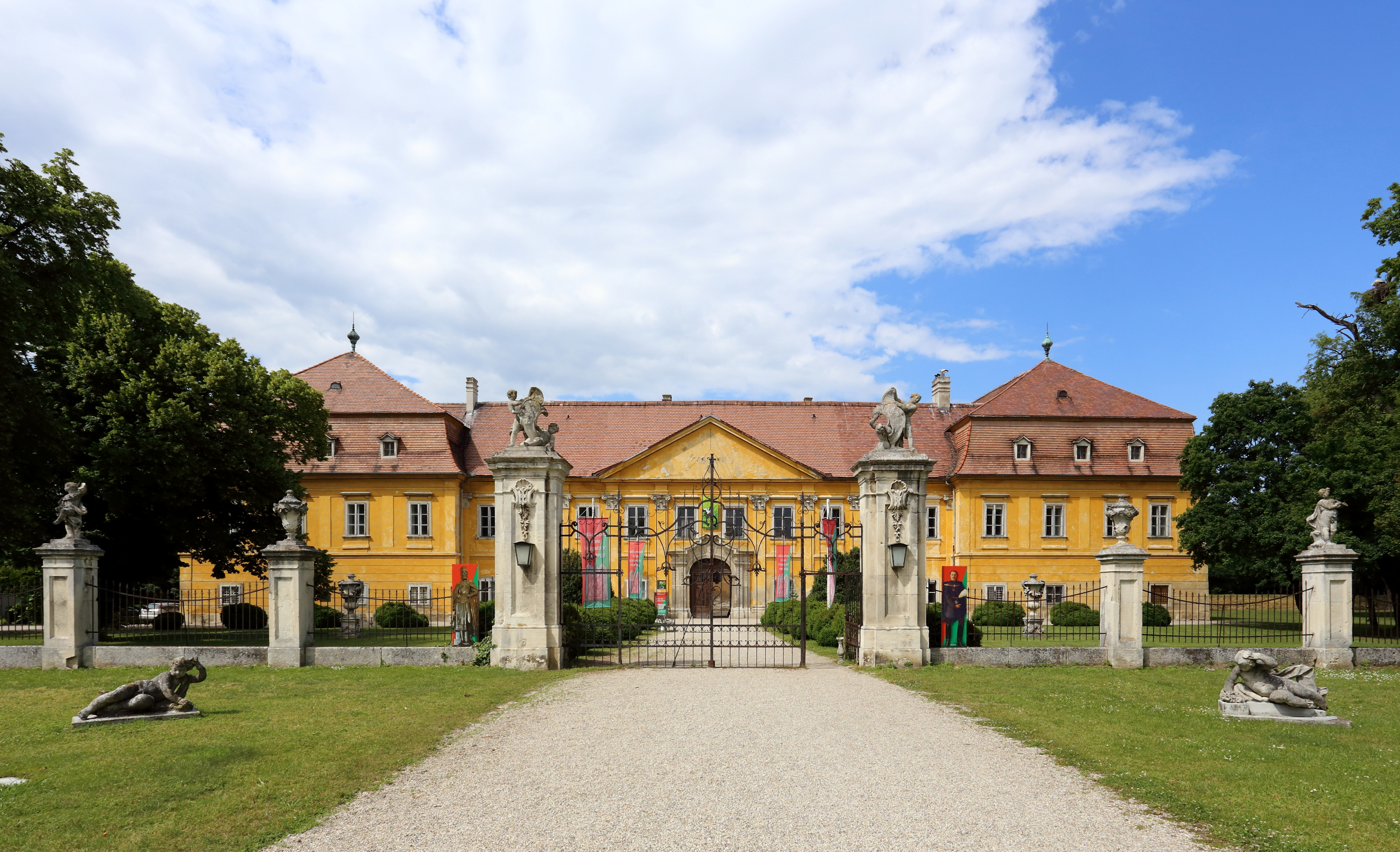
Slot in Marchegg

## Geografie
Marchegg heeft een oppervlakte van 45,52 km². Het ligt in het noordoosten van het land, ten westen van de grens met Slowakije en ten oosten van de hoofdstad Wenen.

## Bezienswaardigheden
Het dorp Marchegg, iets ten noorden van de lijn Wenen-Bratislava, ligt te midden van unieke, eeuwenoude oerbossen. Bezienswaardig is vooral het natuurreservaat Marchauen, ten noorden van Marchegg, dat 1200 hectare groot is en bestaat uit bos-, weide-, en moerasgebied. Marchauen bezit een bijzondere rijke flora en fauna en herbergt onder meer de zwarte ooievaar, reigers, lynxen en aalscholvers (de enige kolonie in Oostenrijk). Door het reservaat, gelegen op de westelijke oever van de Morava (nu de grensrivier met Slowakije), zijn wandelwegen aangelegd met windkansels.
Het Marchegg-jachtslot bezit een grote collectie hertengeweien, herten- en everzwijnenkoppen, die aan de muren en gangen van het slot te bezichtigen zijn.
Aan de grensrivier staat een gedenkteken voor de gesneuvelden die het communistische regime in Tsjechoslowakije wilden ontvluchten en in de rivier, tijdens het overzwemmen, werden neergeschoten door de grenswachters. Er was tussen 1976 en 1989 constant Tsjechoslowaakse en Oostenrijkse bewaking aan weerszijden van de rivier aanwezig, daar er, op oostelijke zijde, geen prikkeldraadversperringen waren.
Aderklaa · Andlersdorf · Angern an der March · Auersthal · Bad Pirawarth · Deutsch-Wagram · Drösing · Dürnkrut · Ebenthal · Eckartsau · Engelhartstetten · Gänserndorf · Glinzendorf · Groß-Enzersdorf · Groß-Schweinbarth · Großhofen · Haringsee · Hauskirchen · Hohenau an der March · Hohenruppersdorf · Jedenspeigen · Lassee · Leopoldsdorf im Marchfeld · Mannsdorf an der Donau · Marchegg · Markgrafneusiedl · Matzen-Raggendorf · Neusiedl an der Zaya · Obersiebenbrunn · Orth an der Donau · Palterndorf-Dobermannsdorf · Parbasdorf · Prottes · Raasdorf · Ringelsdorf-Niederabsdorf · Schönkirchen-Reyersdorf · Spannberg · Strasshof an der Nordbahn · Sulz im Weinviertel · Untersiebenbrunn · Velm-Götzendorf · Weiden an der March · Weikendorf · Zistersdorf
- Gemeinsame Normdatei: 4037463-4
- Library of Congress Control Number: n85383563
- MusicBrainz: 6c05f609-e17c-4736-b383-bf4e144496ee
- Nationale Bibliotheek van Tsjechië: ge1120189
- Nationale Bibliotheek van Israël: 987007564989705171
- Virtual International Authority File: 129675478
- WorldCat: E39PBJbCTD7JTgp8KMrDVWcByd